# ایسناتراف
ایسناتُراف (به اسپانیایی: Iznatoraf) یکی از دهستان‌های استان خائن در کشور اسپانیا است. این شهر با مساحت ۸۶٫۵۴ کیلومتر مربع، ۱۰۸۰ تن جمعیت دارد.